# Rio Alero
O Rio Alero  é um curso de água da Etiópia.